# Smallingerland

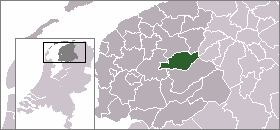
Smallingerlands läge

Smallingerland (frisiska Smallingerlân) är en kommun i provinsen Friesland i Nederländerna. Kommunens totala area är 126,15 km² (där 7,67 km² är vatten) och invånarantalet är på 54 437 invånare (2005). Huvudort är Drachten med 42 000 invånare.